# 民主统一党 (北爱尔兰)
民主统一党（英語：Democratic Unionist Party，缩写为）是北愛爾蘭親英政黨，成立於1971年。

## 歷史
北愛爾蘭兩大政黨之一，與主張整個愛爾蘭（愛爾蘭共和國及北愛爾蘭）完全脫離英國的新芬黨是對立關係，但因北愛憲政慣例，他們往往須與新芬黨連同另外兩個政黨阿爾斯特統一黨及社會民主工黨合組大聯合政府。
在2017年英國大選後，此黨藉英國保守黨失去下院過半數優勢，得以透過信任供給確保文翠珊相位，令此黨首次成為籌組全國政府的「造王者」。

### 歷任黨魁
| 黨魁          | 任期       | 擔任北愛首席大臣年分 |
| ------------- | ---------- | -------------------- |
| 伊恩·佩斯利   | 1971-2008  | 2007-2008            |
| 彼德·羅賓遜   | 2008-2015  | 2008-2016            |
| 范愛玲        | 2015-2021  | 2016-2017、2020-2021 |
| 艾德溫‧普茨   | 2021       | —                    |
| 傑福瑞·唐納森 | 2021年至今 | —                    |

## 意識形態
該黨與英國保守黨關係密切，主張北愛爾蘭繼續留在聯合王國。在不少社會及經濟政策上，比阿爾斯特統一黨更為保守，如堅決反對同性婚姻合法化。民主联合党支持英國脫離歐盟，但因為北愛傾向於留在歐盟，因此採取軟性脫離歐盟的想法。
正因為如此的爭議立場，2017年英國大選后，第一大黨保守黨由於失去多数党地位，該黨與保守黨黨魁文翠珊為了解決懸峙國會的問題谈判時引來一些人士抗議。

## 備註
1. ↑  指派保羅·吉凡（英语：Paul Givan）於2021年6月17日起出任